# Грін (острови)
Грін (Зелені; англ. Green) — група невеликих атолів в Тихому океані, лежать за 200 км на північний захід від острова Бугенвіль та 63 км на північний захід від острова Бука, у 58 км на південний схід від островів Фені і за 110 км на схід від Нової Ірландії. 
Адміністративно належить до району Північний Бугенвіль Автономного регіону Бугенвіль Папуа Нової Гвінеї.

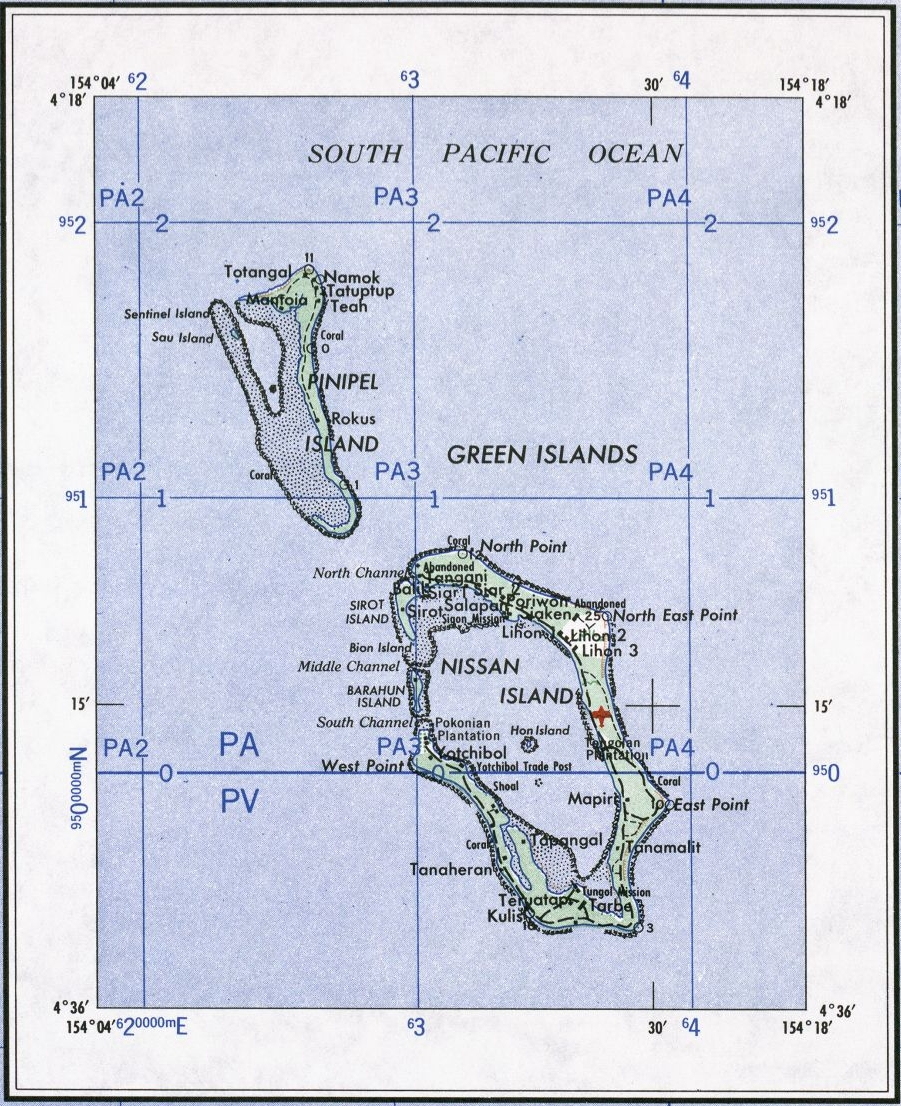
Мапа островів

Грін площею всього 12 га, острів є притулком для 120 видів рослин, 60 видів різноколірних птахів і морських тварин, таких як зелена черепаха або морська черепаха бісса. Дощовий ліс острова досягає 25 метрів у висоту. Острови є частиною Великого Бар'єрного рифа.
Острови складаються з двох основних атолів та вісьмох їхніх складових острівців:
- Ніссан — 4824 особи
  - Барагун
  - Біон
  - Сірот
  - Гон
- Пініпел — 901 особа
  - Сау
  - Сентінел

## Історія
Перші меланезійці оселилися на островах з'явилися тут близько 1500 р. до н.е. 
В 1770 році повз острів пропливав британський дослідник, капітан Джеймс Кук, який і назвав острів на честь Чарльза Гріна, головного корабельного астронома. Майже сто років по тому, в 1857 році — почалася колонізація острова європейцями, тут була заснована ферма з вирощування трепангу. 
В 1885 році острови увійшли до Німецької Нової Гвінеї. Після Першої світової війни, архіпелаг перейшов, згідно з рішенням Ліги Націй під протекторат Австралії. Під час Другої світової війни, у березні 1942 острови були захоплені Японією. У результаті битви за острова Грін, що відбулась 29 січня — 27 лютого 1942 року між японськими військами і об'єднаними військами США і Нової Зеландії острови були звільнені. У бойових діях брав участь лейтенант Річард Ніксон, згодом президент США. У 1975 острови стали частиною незалежної держави Папуа Нова Гвінея.
В 1937 році острів був оголошений національним парком, тоді ж почався інтенсивний розвиток туризму. 1948 року на воду спустили перший човен зі скляним дном, щоб краще розглядати дивовижні корали, а у 1954 році відкрили першу підводну обсерваторію. Пізніше човни зі скляним дном були вдосконалені, які працюють за принципом субмарини. У 1970 році острів відвідала королева Великої Британії Єлизавета II.